# Pacto de Estabilidade e Crescimento
O Pacto de Estabilidade e Crescimento (ou PEC) é um acordo entre os países da União Europeia. O PEC é consubstanciado nos artigos 99° e 104° do Tratado de Roma (tal como alterado pelo Tratado da União Europeia ou de Maastricht), num Protocolo anexo ao referido Tratado, nos regulamentos nº 1466/97 e 1467/97 e uma resolução do Conselho Europeu, publicados no Jornal Oficial das Comunidades Europeias (entretanto designado como Jornal Oficial da União Europeia) em 2 de Agosto de 1997.
O PEC foi adoptado para evitar que políticas fiscais irresponsáveis tivessem efeitos nocivos sobre o crescimento e a estabilidade macroeconómica dos países da União Europeia, em particular aqueles que adotaram o Euro como sua moeda.
De acordo com o PEC, todos os países da União Europeia devem apresentar regularmente programas de estabilidade ou programas de convergência (aqueles para os países que fazem parte da área do euro, estes para os que ainda não adoptaram o euro), devem respeitar os objectivos macroeconómicos contidos nesses programas e devem evitar défices públicos superiores a 3% do PIB, bem como valores da dívida pública superiores a 60% do PIB (valores do PIB a preços de mercado). Défices superiores àquele valor podem levar a sanções, incluindo pagamento de multas.

## Em Portugal
Do PEC destacam-se as seguintes intenções a concretizar em Portugal através de legislação posterior.
Em termos de IRS/IRC:
1. Sujeição à taxa de 20% de todas as mais valias mobiliárias, ficando excluídos os investidores que obtenham mais valias num valor anual até 500 €.
2. O valor das deduções à colecta do IRS será diferenciado tendo em conta o rendimento colectável dos contribuintes. Para o efeito serão estabelecidos limites, correspondentes a uma percentagem do rendimento colectável, para cada escalão de rendimentos. Ficam excluídos desta regra os dois primeiros escalões de IRS e as deduções relativas às pessoas com deficiência.
3. Eliminação da dedução com seguros de vida e de acidentes pessoais.
4. Redução da dedução específica, actualmente de 6.000 €, para rendimentos de pensões de valor anual superior a 22.500 €.
5. Criação de uma nova taxa marginal de IRS de 45%, aplicável aos sujeitos passivos que obtenham um rendimento anual superior a 150.000 €.
6. Congelamento das deduções actualmente indexadas à RMMG (Retribuição Mínima Mensal Garantida), até que o IAS (Indexante dos Apoios Sociais) corresponda à RMMG em vigor em 2010.
7. Sujeição a tributação autónoma dos salários ou quaisquer retribuições, acima de um determinado limite de referência, aos Administradores, Sócios ou Gerentes de empresas que apresentem prejuízos.
8. Reforço da tributação autónoma aplicável a benefícios acessórios, designadamente para as empresas que paguem ajudas de custo, atribuam viaturas aos seus colaboradores, ou pratiquem outras formas de retribuição em espécie.
9. Criação de estímulos fiscais à aquisição de veículos eléctricos por parte das empresas.
10. O incentivo ao abate ficará progressivamente reservado à compra de veículos eléctricos ou com emissões até 100 g/Km.

Em termos de Segurança Social:
1. O PEC prevê uma medida de carácter programático, que consiste no alargamento e controlo da base contributiva.
2. O Objectivo acima mencionado já se encontrava previsto no Código Contributivo aprovado o ano passado e cuja entrada em vigor foi adiada para um de Janeiro de 2011.
3. Reforço de cruzamento de dados com a Administração Fiscal.
4. Processo automatizado de declarações de remunerações oficiosas.

Um dos principais objectivos do PEC é a distribuição equitativa do esforço de consolidação orçamental e a promoção do reforço da equidade fiscal.